# Jeon Mi-ra
Dans ce nom coréen, le nom de famille, Jeon, précède le nom personnel.
Jeon Mi-ra (née le 6 février 1978 à Gunsan) est une joueuse de tennis sud-coréenne, professionnelle du milieu des années 1990 à 2005.
En 2002, issue des qualifications, elle a joué le 1er tour à l'US Open (battue par Ai Sugiyama), sa meilleure performance en simple dans une épreuve du Grand Chelem.
Pendant sa carrière, elle a gagné un tournoi WTA en double.
Elle a représenté l'équipe sud-coréenne en Fed Cup en 1994 en 1996.

## Palmarès

### Titre en double dames
| No | Date       | Nom et lieu du tournoi                  | Catégorie | Dotation  | Surface    | Partenaire     | Finalistes                    | Score         |          |
| -- | ---------- | --------------------------------------- | --------- | --------- | ---------- | -------------- | ----------------------------- | ------------- | -------- |
| 1  | 27/09/2004 | Hansol Korea Tennis Championships Séoul | Tier IV   | 140 000 $ | Dur (ext.) | Cho Yoon-jeong | Chuang Chia-Jung Hsieh Su-Wei | 6-3, 1-6, 7-5 | Parcours |

### Finale en double dames
Aucune

## Parcours en Grand Chelem

### En simple dames
| Année | Open d'Australie | Open d'Australie | Internationaux de France | Internationaux de France | Wimbledon | Wimbledon | US Open         | US Open     |
| 2002  | -                | -                | -                        | -                        | -         | -         | 1er tour (1/64) | Ai Sugiyama |

À droite du résultat, l’ultime adversaire.

### En double dames
| Année | Open d'Australie | Open d'Australie | Internationaux de France | Internationaux de France | Wimbledon                    | Wimbledon                  | US Open | US Open |
| 2004  | -                | -                | -                        | -                        | 1er tour (1/32) Yuka Yoshida | E. Gagliardi Roberta Vinci | -       | -       |

Sous le résultat, la partenaire ; à droite, l’ultime équipe adverse.

### En double mixte
N'a jamais participé à un tableau final.

## Classements WTA en fin de saison

### En simple
| Année | 1993 | 1994 | 1995 | 1996 | 1997 | 1998 | 1999 | 2000 | 2001 | 2002 | 2003 | 2004 | 2005 |
| Rang  | 435  | 317  | 186  | 246  | 144  | 317  | 633  | 257  | 269  | 137  | 233  | 167  | 459  |

Source : (en) « Classements de Jeon Mi-ra », sur le site officiel du WTA Tour

### En double
| Année | 1993 | 1994 | 1995 | 1996 | 1997 | 1998 | 1999 | 2000 | 2001 | 2002 | 2003 | 2004 | 2005 |
| Rang  | 582  | 448  | 435  | 262  | 197  | 195  | 235  | 235  | 183  | 186  | 169  | 133  | 265  |

Source : (en) « Classements de Jeon Mi-ra », sur le site officiel du WTA Tour